# Karl Ritter (diplomate)
Pour les articles homonymes, voir Karl Ritter et Ritter.
Karl Ritter (5 juin 1883, Dörflas, Marktredwitz – 31 juillet 1968, Murnau am Staffelsee) est un diplomate allemand sous le Troisième Reich qui est reconnu coupable de crimes de guerre lors du procès des ministères. Membre du parti nazi, il est ambassadeur au Brésil pendant deux ans, envoyé spécial aux accords de Munich et haut fonctionnaire du ministère des Affaires étrangères pendant la Seconde Guerre mondiale.

## Carrière
Ritter obtient un diplôme en droit en 1905. En 1907, il est nommé à la fonction publique bavaroise. En 1911, il est transféré au bureau colonial, puis en 1918 au bureau économique avant d'aller en 1922 au ministère des Affaires étrangères, où il dirige les sections d'économie et de réparations et enfin la section de politique commerciale, où il joue un rôle important dans le projet d'établissement d'une union douanière germano-autrichienne, qui échoue cependant en raison de l'opposition française.
Après l'arrivée au pouvoir des nazis, en 1937-38 – il est d'abord envoyé puis ambassadeur à Rio de Janeiro. À Rio de Janeiro, il est déclaré persona non grata pour avoir demandé au gouvernement brésilien d'interdire la propagande anti-nazie. Il déclare lors de son procès qu'il a été contraint de rejoindre le parti nazi à ce moment-là. En 1938, il devient président du Comité B de la Commission internationale pour la cession du territoire allemand des Sudètes, lors des préparatifs qui conduisent aux Accords de Munich.
Lorsque la Seconde Guerre mondiale commence, Ritter est chargé de superviser la guerre économique, avec le rang d' ambassadeur, service spécial,. Jusqu'en 1945, il est l'agent de liaison entre le ministère des Affaires étrangères de Ribbentrop et l'OKW. Par l'intermédiaire de Karl Schnurre, il travaille sur les négociations de 1939 avec l'Union soviétique qui conduisent à la partie économique du pacte germano-soviétique. L'un de ses assistants au ministère des Affaires étrangères est Fritz Kolbe, qui à partir de 1943 fait passer en contrebande des documents classifiés de la correspondance du ministère des Affaires étrangères et de l'OKW à la légation américaine à Berne, en Suisse, dirigée par Allen Dulles.

## Procès des ministères
À la fin de la guerre, Ritter est arrêté. Au procès des ministères en 1947, il est accusé sur cinq chefs d'accusation. Il est déclaré innocent du premier : la responsabilité d'une guerre d'agression. Concernant le troisième chef d'accusation, les crimes contre l'humanité, en particulier les juifs, les catholiques et d'autres minorités, le jugement du tribunal est que Ritter était impliqué dans la déportation des juifs du Danemark, de France et de Hongrie, mais que s'il ne se faisait aucune illusion concernant la sort des Juifs déportés vers l'Est, il « n'avait très probablement aucune connaissance immédiate de l'étendue, des méthodes et des circonstances associées aux mesures d'extermination des Juifs » et que « la connaissance de la commission ou de l'existence d'un crime suffit pour une condamnation seulement dans les cas où il existe une obligation légale d'empêcher ou de s'opposer à une action."
Sur les chefs d'accusation restants, il est déclaré non coupable au sens de l'acte d'accusation, à l'exception du deuxième chef, crimes de guerre, en particulier meurtre et maltraitance de participants à la guerre et de prisonniers de guerre, pour lesquels il est reconnu coupable dans deux cas, premièrement de complicité du ministère des Affaires étrangères dans une ordonnance de ne pas poursuivre les cas de lynchage des aviateurs alliés, à propos desquels le jugement du tribunal est que si Ritter n'était pas à l'origine de cette politique de meurtre, il était coupable de l'avoir exécutée ;  et d'autre part du meurtre de prisonniers de guerre évadés, car dans sa fonction au sein du ministère des Affaires étrangères, il était obligé d'informer l'OKW qu'en vertu de la Convention de Genève de 1929 et de l'article 14 de la Convention de La Haye de 1907, l'Ambassade de Suisse étend sa protection aux prisonniers de guerre britanniques, et il avait plutôt été complice de l'envoi d'un mémorandum faux et trompeur à l'ambassade de Suisse. L'un des trois juges, Leon W. Powers, était dissident sur les deux chefs d'accusation.
Ritter est condamné à quatre ans de prison, y compris le temps purgé à partir de 1945; il est libéré un mois après sa condamnation, le 15 mai 1949. Il est représenté par l'avocat de la défense Horst Pelckmann, qui est remplacé par Erich Schmidt-Leichner.

## Vie ultérieure et famille
On ne sait rien de la vie de Ritter après sa libération, sauf sa présence au domicile de Winifred Wagner avec Edda Göring, Adolf von Thadden, Hans Severus Ziegler (de) et d'autres.
Le fils illégitime de Ritter, Karl-Heinz Gerstner, travaille comme diplomate à Paris : il est démontré par la suite qu'il avait à de nombreuses reprises assisté clandestinement la résistance française ; il devient un communiste et un journaliste en Allemagne de l'Est.

## Ouvrages
- Neu-Kamerun : Das von Frankreich an Deutschland im Abkommen vom 4. nov. 1911 abgetretene Gebiet ; Beschrieben auf Grund der bisher vorliegenden Mitteilungen . Veröffentlichungen des Reichskolonialamts 4. Iéna : Fischer, 1912.(OCLC 185552674) . (in German) En ligne sur Archive.org.